# Servais Etienne
Servais Etienne (* 20. März 1886 in Jupille; † 29. Dezember 1952 in Ans) war ein belgischer Romanist und Literaturwissenschaftler.

## Leben und Werk
Etienne studierte in Lüttich bei Maurice Wilmotte und Auguste Doutrepont und promovierte 1914 über Les sources populaires du roman de Balzac (ungedruckt). Dann war er Gymnasiallehrer in Dinant und Schaerbeck. Von 1923 bis zu seinem Tod lehrte er an der Universität Lüttich. 1938 wurde er in die Académie royale de langue et littérature françaises de Belgique berufen.

Etienne wandte sich in den 1920er Jahren in spektakulärer Weise von der Gelehrsamkeit als Basis der Literaturinterpretation (Biographie, Quellenforschung) ab und der werkimmanenten ästhetischen Interpretation zu.

## Weitere Werke
- Le Genre romanesque en France depuis l'apparition de la "Nouvelle Héloïse" jusqu'aux approches de la Révolution, Brüssel/Paris 1922, Genf 2000
- Les Sources de "Bug-Jargal", Lüttich 1923
- Défense de la philologie, Brüssel 1933, 1947, 1965
- (Hrsg.) Expériences d'analyse textuelle en vue de l'explication littéraire. Travaux d'élèves, Lüttich/Paris 1935, Paris 1979